# Schinopsis quebrachocolorado
Schinopsis quebrachocolorado är en sumakväxtart som först beskrevs av Schlechtend., och fick sitt nu gällande namn av F. A.Barkley & T. Meyer. Schinopsis quebrachocolorado ingår i släktet Schinopsis och familjen sumakväxter. Inga underarter finns listade i Catalogue of Life.